# 栗子
栗子（くりご）は、岡山県久米郡美咲町にある大字。郵便番号は708-1531。

## 地理
美咲町南東部、旧柵原町域の吉井川右岸に位置する。

### 河川
- 吉井川

## 歴史
- 1763年（宝暦13年） - 古河藩主の所領となる[3]。
- 1889年（明治22年）6月1日 - 栗子村が9村が合併して吉岡村の大字となる[3]。
- 1955年（昭和30年）1月1日 - 吉岡村が勝田郡北和気村、南和気村、飯岡村と合併し柵原町の大字となる[3]。
- 2005年（平成17年）3月22日 - 柵原町が中央町、旭町と合併し、美咲町の大字となる[4]。

## 小・中学校の学区
町立小・中学校に通う場合、美咲町立柵原学園の学区となる。2024年（令和6年）4月1日に旧柵原町域の2小学校1中学校が合併し、義務教育学校となるまでは美咲町立柵原西小学校、美咲町立柵原中学校の通学区域であった。

## 交通
- 岡山県道26号津山柵原線